# Aleksy (Mołczanow)
Aleksy, imię świeckie: Aleksiej Wasiljewicz Mołczanow (ur. 23 września?/5 października 1853 w Kilmiezi, zm. 7 maja?/20 maja 1914) – rosyjski biskup prawosławny.

## Życiorys
Ukończył seminarium duchowne we Wiatce jako jeden z najlepszych studentów w 1876. Od 1876 do 1883 kierował szkołą wiejską oraz pracował jako psalmista w różnych cerkwiach eparchii wiackiej i słobodzkiej. 21 listopada 1883 został wyświęcony na diakona, zaś 22 listopada 1885 na kapłana. Był duchownym żonatym, miał syna Leonida. W 1887 ukończył czteroletnie studia w Kazańskiej Akademii Duchownej, za dysertację poświęconą nauce św. Cypriana z Kartaginy o Kościele uzyskał tytuł magistra teologii. Od 1887 do 1899 pracował w I i III gimnazjum w Kazaniu oraz w szkole dla dzieci głuchoniemych.
W 1899, dwa lata po śmierci żony, złożył wieczyste śluby mnisze, po czym natychmiast otrzymał godność archimandryty. Od 1899 do 1900 był rektorem seminarium duchownego w Kazaniu, w 1899 otrzymał także stanowisko cenzora przy eparchii kazańskiej i swijaskiej. Od 1900 był rektorem seminarium i Akademii Duchownej w Kazaniu. 9 września 1900 został wyświęcony na biskupa czystopolskiego, wikariusza eparchii kazańskiej.
Od 26 marca 1905 do 1910 był biskupem taurydzkim i symferopolskim, skąd według zeznań dyrektora kancelarii oberprokuratora Świątobliwego Synodu Rządzącego został usunięty z powodu romansu z nauczycielką Jelizawietą Koszewą. Przeniesiony na katedrę pskowską i porchowską. W 1912 wyszło na jaw, iż Aleksy wspierał w żeńskim monasterze Zwiastowania w Woroncowie, podległym eparchii, działanie sekty joannitów. W związku z tym został przeniesiony na katedrę tobolską i syberyjską.
Od 1912 Aleksy (Mołczanow) stał się jednym z biskupów protegowanych przez Rasputina, który poznał go za pośrednictwem jego syna Leonida. Rasputin zaprosił Aleksego do Carskiego Sioła i najpewniej obiecał mu uzyskanie przeniesienia na bardziej prestiżową katedrę. W rewanżu Aleksy doprowadził do zamknięcia śledztwa w sprawie przynależności Rasputina do chłystów, jakie podjął w eparchii tobolskiej jego poprzednik.
Po śmierci egzarchy Gruzji, metropolity Innocentego, w 1913 Rasputin przekonał carycę Aleksandrę Fiodorownę, ta zaś cara Mikołaja II do powierzenia wakującej katedry biskupowi Aleksemu. Car przeforsował tę nominację w Synodzie wbrew protestowi oberprokuratora Władimira Sablera. Hierarcha otrzymał godność arcybiskupa kartlińskiego i kachetyńskiego. Aleksy (Mołczanow) sprawował urząd egzarchy do swojej śmierci w 1914, której przyczyną była gruźlica. Pochowany w rodzinnej wsi.
Autor artykułów o tematyce teologicznej.